# Печины (Рязанская область)
Печины — село в Шацком районе Рязанской области, административный центр Печинского сельского поселения.

## Географическое положение
Село Печины расположено на Окско-Донской равнине на левом берегу реки Цны близ устья реки Коньши в 22,5 км к юго-востоку от города Шацка. Расстояние от села до районного центра Шацк по автодороге — 27 км.
Село расположено в междуречье рек Коньши и Цны (на правом берегу Коньши и на левом берегу Цны). Река Коньша протекает вдоль северной окраины села, к северо-западу расположены урочище Рыночные Бугры и небольшая речка Провал с прудом. К востоку от села протекает река Цна и расположены пойменные озера Старица, Ряштянево, Верхний и Нижний Затон, Мясерка, Чикмасово и самое большое — Курлякирка. Вдоль южной окраины села проходит граница с Тамбовской областью. Ближайшие населённые пункты — деревня Тархань и село Носины (Тамбовская область).

## Население
| 2010 | 2012 |
| ---- | ---- |
| 302  | ↗325 |

## Происхождение названия
В словаре В. Даля «печина» — глина, земля, испекшаяся в комья, в осыпи угольных куч; ярос., влд. выцветшее место, пятно в поле, где трава рознится; выгоревшее от зноя место, круг, бывающий в степях от неизвестных причин. Печорье — ср. кал. дерн, луговина, мурава. глина, земля. В Словаре же народных географических терминов Э. М. Мурзаева «печь» — небольшое поселение из нескольких домов, хутор, маленькие выселки. Но и там и там встречается слово «печора» в значении «пещера». Сейчас трудно сказать, какое из этих толкований стоит ближе к истине.
12 ноября 1997 года в газете «НА ЗЕМЛЕ ШАЦКОЙ» была опубликована статья:
«Летопись родного края. Село Печины: новые исторические факты и версии
(Из выступления учащегося Печинской основной школы Дмитрия Шушкина).
Материалы для доклада подготовлены преподавателем истории Титовым А.Е.
При изучении материала по истории села возник вопрос о времени его основания. Точной даты пока нет. До последнего времени считалось, что Печины основаны между 1623-1640 годами. Существует версия о том, что возникновение села связано со строительством Николо-Чернеевского монастыря. В Печинах производили кирпич и по реке сплавляли к монастырю. Но дата постройки монастыря датируется 1573 годом. Отсюда следует, что Печины как населенный пункт существовали еще во 2-й половине XVI века.
Первый достоверный факт истории села Печины был получен краеведами из Тамбовского областного архива. Это челобитная Яшки-холопа, которая датируется 21 октября 1670 года. В ней говорится, что «… в этот день в деревне Печенищах в 20 верстах от Шацка стояло много крестьян и воров с разных сёл, а также казаки и солдаты».
Много загадок оставляет и происхождение самого термина «Печины». Вероятно, он произошел от существительного «печи». Во время строительства Николо-Чернеевского монастыря на территории села были печи для обжига кирпича. Место, где располагались эти печи, и стали называть Печинищи и Печины. Есть и другие версии, но эту краеведы считают более приемлемой».

## История
В XIX в., вплоть до отмены крепостного права в 1861 г., село Печины принадлежало дворянскому роду князей Трубецких, и являлось центром их обширных владений в Шацком уезде, насчитывавших 33,5 тыс. десятин земли. В 1847 г., по инициативе и на средства генерала от кавалерии князя Петра Ивановича Трубецкого (1798+1871 гг.) в селе была построена деревянная холодная Пятницкая церковь с тремя престолами: главным — во имя святой мученицы Параскевы, именуемой Пятница, и придельными — во имя святых мучеников Флора и Лавра и святителя Николая Чудотворца.
К 1911 г., по данным А. Е. Андриевского, причт Троицкой церкви по штату состоял из священника, диакона и псаломщика. У причта имелось 3,5 дес. усадебной, 68 дес. пахотной удобной и 34 дес. неудобной под оврагами земли в 2—5 верстах от церкви. Земля давала годового дохода 400 руб., братский годовой доход составлял 1200 руб. Дома у причта были собственные.
В состав прихода Пятницкой церкви села Печины входила также близлежащая деревня Тархань.
К 1911 г., по данным А. Е. Андриевского, в селе Печины насчитывалось 370 дворов, в коих проживало 1308 душ мужского и 1541 женского пола. В селе имелось 2 двора молокан — всего 13 душ мужского и 7 женского пола. Душевой надел местных крестьян составлял 3 десятины; население занималось земледелием и плотницким ремеслом.
Помимо Пятницкой церкви (полностью разрушена в советское время) в селе имелись одноклассная смешанная церковно-приходская и двухклассная смешанная земские школы и небольшая церковная библиотека в 50 томов.
В советский период, в 1931 г. в селе Печины был организован колхоз «Страна Советов», один из передовых в Рязанской области. Колхозники развивали полеводство, насадили большой фруктовый сад, организовали фермы лошадей, крупного рогатого скота, овец, свиней и гусей. В предвоенные годы колхоз «Страна Советов» за свои успехи в производстве сельскохозяйственной продукции неоднократно заносился на областную Доску почета.
Выселками из села Печины является деревня Спасск Шацкого района Рязанской области.

## Социальная инфраструктура
В селе Печины Шацкого района Рязанской области имеются фельдшерско-акушерский пункт (ФАП), Печинская основная общеобразовательная школа (филиал Казачинской СОШ), Дом культуры и библиотека.

## Транспорт
Основные грузо- и пассажироперевозки осуществляются автомобильным транспортом.